# Enrico Castellani
Enrico Castellani (* 4. August 1930 in Castelmassa, Rovigo, Italien; † 1. Dezember 2017) war ein italienischer Maler und Reliefkünstler und Vertreter der Konzeptkunst. Er lebte und arbeitete seit 1975 in Celleno bei Viterbo, Italien.

## Leben und Werk
Enrico Castellani studierte bis zum Jahr 1956 Malerei und Skulptur an der Kunstakademie, sowie Architektur an der Kunsthochschule École de La Cambre, beides in Brüssel.
Im Jahr 1957 kehrte Enrico Castellani nach Italien zurück. Er zog nach Mailand und knüpfte dort künstlerische Kontakte zu den Vertretern der damaligen Avantgarde in Italien, dazu gehörten unter anderem Lucio Fontana, Piero Manzoni, Vincenzo Agnetti und Agostino Bonalumi. Mit Piero Manzoni knüpft Castellani eine enge Freundschaft. Er lernte auch Yves Klein kennen und tauschte sich mit den deutschen Künstlern von ZERO aus.
Enrico Castellani nahm in den Jahren 1957 und 1958 an den berühmten Abendausstellungen in Düsseldorf teil, die von Otto Piene, Heinz Mack und Günther Uecker organisiert wurden. Diese Ausstellungen wurden auch in Italien viel beachtet. Im Jahr 1958 wurde Enrico Castellani Mitglied der Künstlergruppe „Movimento Arte Nucleare“. Dieser Gruppe gehörten unter anderem auch Piero Manzoni, Lucio Fontana, Francis Picabia und Agostino Bonalumi an.
Piero Manzoni und Enrico Castellani eröffneten im Dezember 1959 die Galleria Azimut in Mailand (die bis Juli 1963 bestand) und gaben die erste Ausgabe ihrer Zeitschrift Azimuth heraus. Ein Ziel von Azimuth war die Botschaft, dass die Aufgabe von Kunst nicht sei, etwas nachzuahmen. Jedes Werk solle nur auf sich selbst verweisen und eine eigene Realität und Authentizität darstellen.
Im Jahr 1959 schafft Castellani seine ersten Superficie Nera. Dies waren Arbeiten, bei denen er Leinwände mit einer Nagelmaschine bearbeitete. Er erzeugte damit eine reliefartige Struktur an der Oberfläche dieser monochrom-weißen Bilder und erzeugte damit eine starke Licht- und Schattenwirkung. Castellani entwickelt diese Technik in den 1970er und 1980er Jahren weiter und begann auch andere Materialien zu verwenden, zum Beispiel Aluminium.
Enrico Castellani nahm an zahlreichen Ausstellungen weltweit teil. Seine Werke sind Teil der Sammlungen wichtiger Museen und Galerien. In den Jahren 1964, 1966 und 2003 wurde er auf die Biennale von Venedig eingeladen (1964 stellte er in einem Raum mit Getulio Alviani aus). Im Jahr 1968 war er Teilnehmer der 4. documenta in Kassel.